# Noršić Selo
 Noršić Selo  falu Horvátországban Zágráb megyében. Közigazgatásilag Szamoborhoz tartozik.

## Fekvése
Zágrábtól 31 km-re, községközpontjától 1 km-re nyugatra a Zsumberk-Szamobori-hegység területén fekszik.

## Története
A település régi templomát 1642-ben említik először. 
A falunak 1857-ben 132, 1910-ben 293 lakosa volt. Trianon előtt Zágráb vármegye Szamobori járásához tartozott. 2011-ben 134 lakosa volt.

## Lakosság
| Lakosság változása | Lakosság változása | Lakosság változása | Lakosság változása | Lakosság változása | Lakosság változása | Lakosság változása | Lakosság változása | Lakosság változása | Lakosság változása | Lakosság változása | Lakosság változása | Lakosság változása | Lakosság változása | Lakosság változása | Lakosság változása |
| ------------------ | ------------------ | ------------------ | ------------------ | ------------------ | ------------------ | ------------------ | ------------------ | ------------------ | ------------------ | ------------------ | ------------------ | ------------------ | ------------------ | ------------------ | ------------------ |
| 1857               | 1869               | 1880               | 1890               | 1900               | 1910               | 1921               | 1931               | 1948               | 1953               | 1961               | 1971               | 1981               | 1991               | 2001               | 2011               |
| 132                | 164                | 179                | 218                | 193                | 293                | 203                | 336                | 371                | 368                | 343                | 316                | 214                | 195                | 167                | 134                |

## Nevezetességei
A Szentlélek tiszteletére szentelt plébániatemploma egyhajós neogótikus épület. A templom, amelyet temető vesz körül a település feletti dombon épült. Egyhajós épület, téglalap alaprajzú, a hajónál keskenyebb, sokszög záródású szentéllyel, az északi fal mentén sekrestyével és kétemeletes harangtoronnyal, valamint a nyugati homlokzaton épített zárt narthexszel. A templom 1642-ben kápolnaként épült és a 18. században fejezték be, majd többször felújították. 1831-ben lett plébániatemplom. Kőből és téglából épült, barokk kereszt- és csehboltozatokkal. A berendezés a 19. és a 20. századból származik. Tiroli stílusú oltárai fából készültek.